# Łomnica (okres Valbřich)
Łomnica (česky Lomnice) je vesnice, která se nachází v okrese Valbřich, v polském Dolnoslezském vojvodství, v Javořích horách (polsky Góry Suche) v Středosudetské oblasti, je turistickým hraničním přechodem mezi Polskem a Českem: Ruprechtický Špičák – Łomnica.